# Judá ben Saúl ibn Tibbón
Judá ben Saúl ibn Tibbón (1120 – fallecido hacia 1190) fue un traductor judío, médico, filósofo y poeta granadino. Nacido en la ciudad de Granada, abandonó la península ibérica hacia el año 1150, posiblemente debido a la persecución de los almohades contra los judíos y viajó a Lunel, en el sur de Francia. Benjamín de Tudela menciona su presencia allí en 1160. Murió alrededor del año 1190 en Marsella. Judá convivió con Meshullam ben Jacob y con los dos hijos de Meshullam, Asher y Aarón, a quienes en su testamento recomienda como amigos a su único hijo, Samuel. Fue también amigo de Abraham ben David de Posquières y de Zerahiah ha-Levi, quien reconoció que Judá era un sabio más grande que yo mismo. Además de su hijo Samuel, tuvo dos hijas, cuyo matrimonio le causó muchas preocupaciones.

## Traducciones
Las obras de Judá ben Saúl ibn Tibbón incluyen las siguientes traducciones al hebreo:
- La obra Chovot ha-Levavot de Bahya ibn Paquda. El título de esta obra es (en árabe: كتاب الهداية الى فرائض القلوب) (en español: Guía de los deberes del corazón). Judá fue animado a traducir esta obra por Meshulam ben Jacob y su hijo Asher, por lo que tradujo el primer tratado en 1161. Tras completarlo, José Kimhi tradujo los otros nueve tratados.
- Tikkun Middot ha-Nefesh de Salomón ibn Gabirol.
- Kitab al-Ḥujjah, de Judah ha-Levi (1167).
- Dos obras de Ibn Janah:
  - Su gramática, Kitab al-Luma, bajo el título de Sefer ha-Rikmah (1171; editado por B. Goldberg, con notas de R. Kirchheim, Frankfort-on-the-Main, 1856). El prefacio del traductor es interesante como análisis de la historia de la literatura y ofrece las opiniones de Judá sobre el arte de la traducción hebrea.
  - Kitab al-Uṣul, bajo el título de Sefer ha-Shorashim (editado por Bacher, Berlín, 1896). Isaac al-Barceloni e Isaac ha-Levi ya habían traducido este diccionario y Judá finalizó su traducción en 1171.
- Kitab al-Amanat wal-I'tiḳadat de Saadia Gaon, bajo el título de Emunot ve-Deot (1186; primera ed. Constantinopla, 1562).

## Testamento
El testamento ético de Judá, con su estilo hogareño y franqueza, es uno de los más interesantes de este tipo de documentos. Proporciona una reflexión sobre el alma humana y la relación del autor con su hijo Samuel, también erudito y traductor. Le reprocha no haberle pedido consejo y haberle ocultado muchas cosas.
Recomienda a Samuel que practique la escritura árabe, ya que judíos como Samuel ha-Nagid, por ejemplo, obtuvieron rango y posición simplemente por ser capaces de escribir en esa lengua. Le ordena que sea un hombre moral y que estudie la Torá, así como ciencias profanas, incluyendo la medicina. Que lea obras gramáticas en el Sabbat y otras fiestas sagradas, y que no olvide leer el "Mishle" y el "Ben Mishle". Con respecto a la práctica médica ofrece consejo a su hijo, observando rigurosas leyes dietéticas para no caer enfermo como ocurre a otros con frecuencia debido a comidas desordenadas y que no genere desconfianza como médico. Resulta interesante la referencia de Judá a su biblioteca como su "mayor tesoro", su "mejor compañero" y a sus estantes "los jardines más placenteros y hermosos." Añade:
He reunido una gran biblioteca para tu beneficio para que nunca necesites pedir prestado un libro a nadie. Como tú mismo has visto, la mayoría de los estudiantes no dejan de buscar libros que no son capaces de encontrar...revisa tus libros hebreos cada mes, los libros árabes cada dos meses, los demás cada tres meses. Mantén tu biblioteca ordenada, para que no necesites buscar un libro. Prepara un listado de los libros de cada estante, y coloca cada libro en su estante correcto. Ten cuidado con las hojas sueltas y separadas de tus libros, porque contienen cosas importantes que yo mismo he recogido y anotado. No pierdas ningún escrito ni ninguna carta de lo que te dejo...cubre los estantes con hermosas cortinas, protégelos del agua del techo, de los ratones y de todo daño, porque son tu mayor tesoro.
Su delicado estilo lingüístico y su concepción del arte de la traducción también aparecen en sus consejos sobre este tema.